# Natsumi Hara
Natsumi Hara (原 奈津美 Hara Natsumi?,  nacido el 18 de agosto de 1988) es una exfutbolista japonesa que jugaba como delantero.
En 2005, Hara jugó 1 veces para la selección femenina de fútbol de Japón.

## Trayectoria

### Selección nacional
| Selección | País  | Año  |
| --------- | ----- | ---- |
| Absoluta  | Japón | 2005 |

## Estadística de equipo nacional
| Selección femenina de fútbol de Japón | Selección femenina de fútbol de Japón | Selección femenina de fútbol de Japón |
| Año                                   | Partidos                              | Goles                                 |
| ------------------------------------- | ------------------------------------- | ------------------------------------- |
| 2005                                  | 1                                     | 0                                     |
| Total                                 | 1                                     | 0                                     |